# Маяцкий городок
Мая́цкий городо́к (Мая́цк, Моя́цк, Мая́цкий, Моя́цкий, Мая́цкий острожек) — сторожевая крепость Русского государства второй половины XVII века. Первый укреплённый пункт Русского государства на правом берегу Северского Донца. Основана в 1663 году с целью защиты Торских соляных промыслов от татарских набегов. В 70-е годы XVII века в ней располагалось государево управление Торскими соляными промыслами. После постройки Торской укреплённой линии (1684) начала терять военное значение. В настоящее время в районе крепости существует село Маяки Славянского района Донецкой области.

## История

### Основание
Согласно предположениям некоторых русских исследователей XIX века, в частности, церковного историка Филарета (Гумилевского) и историка К. Щеглова, уже в 1645 году был построен первый Маяцкий острожек, однако у ряда современных историков эти сведения вызывают сомнения.
Маяцкий городок не являлся административным центром и не играл самостоятельного экономического значения, несмотря на то, что через него проходили большие объемы добытой соли. Он имел сугубо военное назначение:132.
Советский и русский историк Владимир Загоровский пишет, что в отличие от Царёв-Борисова, где основным поселенческим контингентом являлись служилые люди, Маяцкий городок правительство попыталось заселить так называемыми «сведенцами». И если в Царёв-Борисове существовали пашни, то в Маяцком городке вести земледелия не планировалось и представлялось невозможным из-за высокой плотности татарских набегов. Согласно жалобе маяцких людей царю Алексею Михайловичу от 1667 года: «сведены мы, холопи твои, с Чугуева и с Салтова и с Харькова и с Волуйки в прошлом во 171 году… в Мояцкой, в украинный и дальной город на вечное житьё с жёнами и детьми… А пахать нам, холопем твоим, на Мояцком нельзя, татарские набеги беспрестанно»:62. Общая численность сведенцев составляла: из Чугуева и Валуек — по 50 человек, из Салтова — 25, из Харькова — 11:132.

### Крепость
Маяцкая крепость была построена в 1663 году и представляла собой острог с двумя проезжими и пятью глухими угловыми башнями. Дороги, выходящие из проезжих ворот, вели к Северскому Донцу и Торским озёрам. В остроге существовал также «тайник с выходом». Крепость была построена из дубовых брёвен. Вокруг неё были сооружены надолбы, рвы и валы, а по городской стене построены обламы и катки. Также была укреплена дорога, ведущая из городка к Торским озёрам — по её сторонам также поставлены намёты и надолбы:132.

### Население
Основным населением города, в отличие от большинства аналогичных городов этого периода на Слободской Украине, являлись не черкасы, а русские люди. По состоянию на 1668 год в городе насчитывалось русского служилого населения 45 стрельцов, 22 казака, 6 пушкарей и черкас 34 человека с атаманом:132. По оценкам Загоровского, в 1674 году в Маяцком насчитывалось русских служилых людей — 101, их родственников — 51, черкас служилых − 49 их родственников — 12:63.

### Управление соляными промыслами
С 70-х годов XVII века в Маяцком сосредоточилось государево управление соляными промыслами у Торских озёр. В амбарах крепости располагалось хранилище добытой соли, которая выдавалась в качестве жалования служилым людям Белгородского полка:64.

### Участие жителей в восстаниях 70-х годов XVII века
В 1668 году черкасы, проживающие в Маяцком, учинили бунт, убили Василия Рябинина, сожгли город и ушли к восставшему Ивану Брюховецкому. В 1670 году жители Маяцкого принимали участие в восстании Степана Разина. Эти события существенно повлияли на численность населения городка.
Сооружение по указу Алексея Михайловича в 1676 году города Соляный (Тор) несколько снизило значение Маяцкого городка. Рассматривались также планы переноса Маяцкого городка к устью реки Тор. В конце 70-х — начале 80-х годов в этом районе было основано ещё несколько поселений, в частности, Казачья Пристань (Райгородок). В 1684 году была предпринята попытка сооружения Торской укреплённой линии, в состав которой Маяцкий городок не вошел, потому что географически располагался на защищённой стороне внутри этой линии.